# Hardboiled
Hardboiled är en amerikansk tecknad serie skriven av Frank Miller och tecknad av Geof Darrow. Utgavs ursprungligen som en limited series i tre delar av Dark Horse Comics 1990-1992. 1993 utkom delarna samlade som en serieroman om 128 sidor (ISBN 1-878574-58-2). Vid tiden för publiceringen ansågs den vara den mest våldsamma serien som någonsin författats.